# Віл Вітон
Річард Вільям «Віл» Вітон III — американський актор, блоґер, актор озвучення та письменник. Найбільше відомий за свої ролі Веслі Крашера в телевізійному серіалі «Зоряний шлях: Наступне покоління», Ґорді Лагенса в кінофільмі «Залишся зі мною», Джої Тротта в «Іграшкових солдатиках» та епізодичну вигадану версію самого себе в сіткомі CBS «Теорія великого вибуху».

## Фільмографія
| Рік       |    | Українська назва                       | Оригінальна назва              | Роль          |
| --------- | -- | -------------------------------------- | ------------------------------ | ------------- |
| 2015—2017 | с  | Темна матерія                          | Dark Matter                    | Алекс Рук     |
| 2014      | тф | Акулячий торнадо 2: Другий за рахунком | Sharknado 2: The Second One    | пасажир       |
| 2010—2011 | с  | Еврика                                 | Eureka                         | Айзек Перріш  |
| 2009—2019 | с  | Теорія великого вибуху                 | The Big Bang Theory            | камео         |
| 2002      | ф  | Зоряний шлях: Відплата                 | Star Trek: Nemesis             | Веслі Крашер  |
| 1991      | ф  | Іграшкові солдатики                    | Toy Soldiers                   | Джої Тротта   |
| 1987—1994 | с  | Зоряний шлях: Наступне покоління       | Star Trek: The Next Generation | Веслі Крашер  |
| 1986      | ф  | Залишся зі мною                        | Stand by me                    | Гордон Лаченс |